# Fritz Kniese
Fritz Kniese (* 1869 in Berlin; † 1918 in Berlin) war ein deutscher Schwimmer, der im ausgehenden 19. Jahrhundert aktiv war und zu den Pionieren des deutschen Schwimmsports gerechnet wird.
Bei den Deutschen Schwimmmeisterschaften 1892, 1893, 1894 und 1895 gewann er jeweils den Titel über eine englische Meile (1609 m) Freistil.
Bei einem Auslandsstart 1894 in London lernte Kniese das auf den britischen Inseln erfundene Wasserballspiel kennen und brachte es mit nach Deutschland.